# Imre Kertész
Imre Kertész (født 9. november 1929 i Budapest, død 31. marts 2016 i Budapest) var en ungarsk forfatter. Han var af jødisk oprindelse og en af de overlevende fra Auschwitz. Erfaringerne fra opholdet i koncentrationslejren spillede en central rolle i hans forfatterskab.
Imre Kertész modtog Nobelprisen i litteratur i 2002 "for et forfatterskab, som hævder individets skrøbelige erfaring mod historiens barbariske forgodtbefindende".

## Danske udgivelser
- Kaddish for et ufødt barn – Batzer & Co. Roskilde Bogcafé (160s.), 2002 – ISBN 87-90524-35-7
- De skæbneløse – Batzer & Co. (216 s.), 2002 – ISBN 87-90524-47-0
- Jeg – en anden – Batzer & Co (123 s.), 2003 – ISBN 87-90524-48-9
- Likvidation – Batzer & Co (135 s.), 2004 – ISBN 87-90524-55-1
- Detektivhistorie – Batzer & Co (109 s.), 2005 – ISBN 87-90524-60-8
- Dossier K. – Batzer & Co (220 s.), 2007 – ISBN 978-87-90524-76-0

En af Kertész' artikler er udgivet i dansk oversættelse i tidsskriftet Passage.